# Netguide
Netguider er sider, som har samlet sider med bestemte emner i et system, så at de er nemmere at finde. 
Modsat en søgemaskine så er der nogen, som fysisk har været inden på siden og godkendt den, hvis ikke siden bare er betalt for at linkene kommer med.

## Portaler
Webportaler består som regel af en Netguide, søgemaskine, spil, chat, m. m.

## Netguider
- Søgemaskiner over hele verden opdelt efter land
- Portaler på Curlie (som bygger videre på Open Directory Project)
- Bibliotekernes netguide